# Tranvia Milano-Vimercate
La tranvia Milano-Vimercate era una linea della rete tranviaria interurbana di Milano che dal 1880 al 1981 collegava la metropoli lombarda alla cittadina brianzola di Vimercate.

## Storia
Concessa il 21 marzo 1880 alla Società Anonima del Tramway Milano-Gorgonzola-Vaprio (MGV), la tranvia venne attivata il 1º luglio 1880 per interessamento dei comuni di Brugherio, Concorezzo e Vimercate, i quali si impegnarono assieme all'Amministrazione provinciale a corrispondere un contributo annuale
Il 22 giugno 1881 venne attivata la breve diramazione Brugherio-Monza, che costituì un secondo itinerario tra Milano e Monza, dopo l'ippovia diretta gestita dalla SAO; nel capoluogo brianteo la linea si allacciava alla linea per Barzanò.
Nel 1882 la MGV venne incorporata nella Tramways a Vapore Interprovinciali di Milano, Bergamo e Cremona (TIP).
Dal 1890 la stazione terminale di Vimercate divenne d'interscambio con la tranvia Monza-Trezzo-Bergamo, consentendo ai passeggeri di viaggiare in tram, con un cambio, da Milano alla città orobica.
Nel 1918 l'aumento del traffico suburbano sulla tratta comune alla linea per Vaprio indusse la TIP ad elettrificare il tronco Milano-Crescenzago alla tensione di 600 V (comune alla rete urbana) istituendo un servizio suburbano a trazione elettrica.
Nel 1926 la linea passò alla STEL, che iniziò celermente i lavori per l'elettrificazione di tutta la linea, alla tensione di 1200 V; l'esercizio a trazione elettrica fu attivato nel 1929. Contemporaneamente fu costruita un'ampia rimessa vetture presso il capolinea di Vimercate. L'anno successivo fu elettrificata anche la diramazione Brugherio-Monza.
In seguito a tali potenziamenti la linea superò indenne gli anni trenta, periodo in cui furono soppresse molte tranvie (particolarmente quelle a vapore), e dopo la seconda guerra mondiale lo sviluppo demografico dell'hinterland milanese garantì il mantenimento di livelli di traffico elevati, nonostante la concorrenza automobilistica. Fece tuttavia eccezione la diramazione Brugherio-Monza, soppressa nel 1952.
Tuttavia, a partire dagli anni settanta, l'obsolescenza degli impianti e l'aumento del traffico automobilistico resero difficoltoso l'esercizio tranviario.
Considerato il periodo non favorevole agli investimenti nel settore tranviario e le ingenti spese già sostenute per la rete metropolitana, la linea fu chiusa il 7 giugno 1981, contemporaneamente all'attivazione della diramazione Cascina Gobba-Cologno Nord della linea 2 della metropolitana. La tratta fra Cologno Nord e Vimercate fu servita da un'autolinea, anche se negli anni è stato più volte proposto un prolungamento della metropolitana.

## Caratteristiche
| Unknown route-map component "uexKBHFa" |

|  | Unknown route-map component "uexABZgl" | Unknown route-map component "uexCONTfq" |

| Unknown route-map component "uexBHF" |

|  | Unknown route-map component "uexABZg+l" | Unknown route-map component "uexKBHFeq" |

| Unknown route-map component "uexHST" |

|  | Unknown route-map component "uexABZg+l" | Unknown route-map component "uexKBHFeq" |

| Unknown route-map component "uexBHF" |

|  | Unknown route-map component "uexABZgl" | Unknown route-map component "uexCONTfq" |

| Unknown route-map component "uexKBHFa" | Unused straight waterway |  |

| Unknown route-map component "uexKRWgl" | Unknown route-map component "uexKRWg+r" |  |

| Unknown route-map component "uexDST" | Unused straight waterway |  |

| Unknown route-map component "dCONTgq" | Unused waterway under railway bridge | Unused waterway under railway bridge | Unknown route-map component "dCONTfq" |  |

| Unused straight waterway | Unused straight waterway |  |

| Unknown route-map component "uexHST" | Unknown route-map component "uexDST" |  |

| Unknown route-map component "uexHST" | Unknown route-map component "uexBHF" |  |

| Unknown route-map component "uexHST" | Unknown route-map component "uexBHF" |  |

| Unknown route-map component "uexKRWl" | Unknown route-map component "uexKRWg+r" |  |

| Unknown route-map component "uexBHF" |

| Unknown route-map component "uexCONTgq" | Unknown route-map component "uexABZgr" |  |

| Unknown route-map component "uexWBRÜCKE1" |

| Unknown route-map component "uexBHF" |

| Unknown route-map component "uexBHF" |

|  | Unknown route-map component "uexKRWgl" | Unknown route-map component "uexKRW+r" |

|  | Unused straight waterway | Unknown route-map component "uexBHF" |

|  | Unused straight waterway | Unused urban continuation forward |

| Unknown route-map component "uexBHF" |

| Unknown route-map component "uexBHF" |

|  | Unknown route-map component "d" | Unknown route-map component "uexvSHI2gl-" + Unknown route-map component "uexv-STR+l" | Unknown route-map component "uexCONTfq" |

| Unknown route-map component "d" | Unknown route-map component "uexvKBHFe-BHF" |

| Unknown route-map component "d" | Unknown route-map component "uexv-CONTf" |

La linea era una tranvia interurbana elettrificata alla tensione continua di 1.200 V. Misurava in origine 21,568 km. La lunghezza fu successivamente ridotta a seguito dello spostamento dall'originario capolinea di viale Montenero a quello di via Benedetto Marcello, avvenuto nel 1931, e a seguito dagli ulteriori accorciamenti su piazzale Aspromonte e piazzale Sire Raul, avvenuti rispettivamente nel 1957 e nel 1968.
La diramazione Brugherio-Monza misurava 3,285 km.
La pendenza media della linea era del 3,6 per mille, con il picco sul ponte sul Naviglio della Martesana a Cologno Monzese; le curve erano poche, situate presso Sant'Albino, Concorezzo e Vimercate, e tutte di ampio raggio.